# Cattedrale di San Francesco d'Assisi (Rodi)
La cattedrale di San Francesco d'Assisi (in greco καθεδρικός ναός του Αγίου Φραγκίσκου της Ασίζης?) di Rodi, in Grecia, si trova presso la porta di Sant'Atanasio, tra i due quartieri di Acandia e di San Giovanni. La chiesa è la cattedrale dell'arcidiocesi di Rodi.

## Storia
Il 20 settembre 1936 fu posata la prima pietra alla presenza dell'arcivescovo Giovanni Maria Emilio Castellani e del governatore italiano Mario Lago. I lavori per la realizzazione della chiesa, progettata dell'architetto Armando Bernabiti, terminarono nel 1939. 
Nel 1940 la chiesa è stata dotata di un organo a canne, costruito dalla fabbrica italiana Pinchi di Foligno e arricchita di 14 bassorilievi in terracotta raffiguranti la Via Crucis, opera dello scultore Monteleone.

## Descrizione
La facciata della chiesa è articolata in tre arcate corrispondenti ad altrettante porte d'ingresso. La pianta si struttura in tre navate con una copertura piana, il transetto termina in due cappelle e il coro è semiellittico. Le navate laterali, più basse e strette, sono divise da quella centrale mediante pilastri, concluse da cappelle e scandite ognuna da sei finestre ad arco allungato.
Gli affreschi sulle pareti del coro sono dipinti da Pietro Gaudenzi. Sul soffitto, sopra all'altare centrale, spicca una croce, attorno alla quale sono disposti simmetricamente i simboli dei quattro Evangelisti. Dello stesso Gaudenzi sono le tavole sugli altari laterali rappresentanti rispettivamente l'Annunciazione e San Maurizio.